# 4-ピロン
4-ピロン(4-Pyrone)またはγ-ピロン(γ-Pyrone)は、分子式C5H4O2の不飽和複素環式化合物である。2-ピロンの異性体である。

## 生成と反応
4-ピロン-2,6-ジカルボン酸の加熱による脱炭酸によって生成される。プロトン性溶媒中でアミンと反応し、4-ピリドンを生成する。

## 誘導体
4-ピロンは、マルトールやコウジ酸等のいくつかの天然化合物の中心構造を形成し、フラボンの重要な一分類になっている。
|            |          |
| マルトール | コウジ酸 |